# Søndagsavisen
Søndagsavisen var en dansk gratisavis, der dækkede 2/3 af landet og var ejet af North Media A/S. Den blev udgivet i 23 lokale udgaver og husstandsomdeltes hver weekend. Avisen udkom i cirka 1,2 millioner  eksemplarer og havde cirka 1,3 millioner  læsere. Dermed var Søndagsavisen Danmarks mest læste avis. Avisen blev grundlagt i 1978. I 2020 blev Søndagsavisen overtaget af Hovedstadens Mediehus A/S, som er ejet af Jysk Fynske Medier. Den ophørte 1.5.2020.